# Natriumfluoracetat

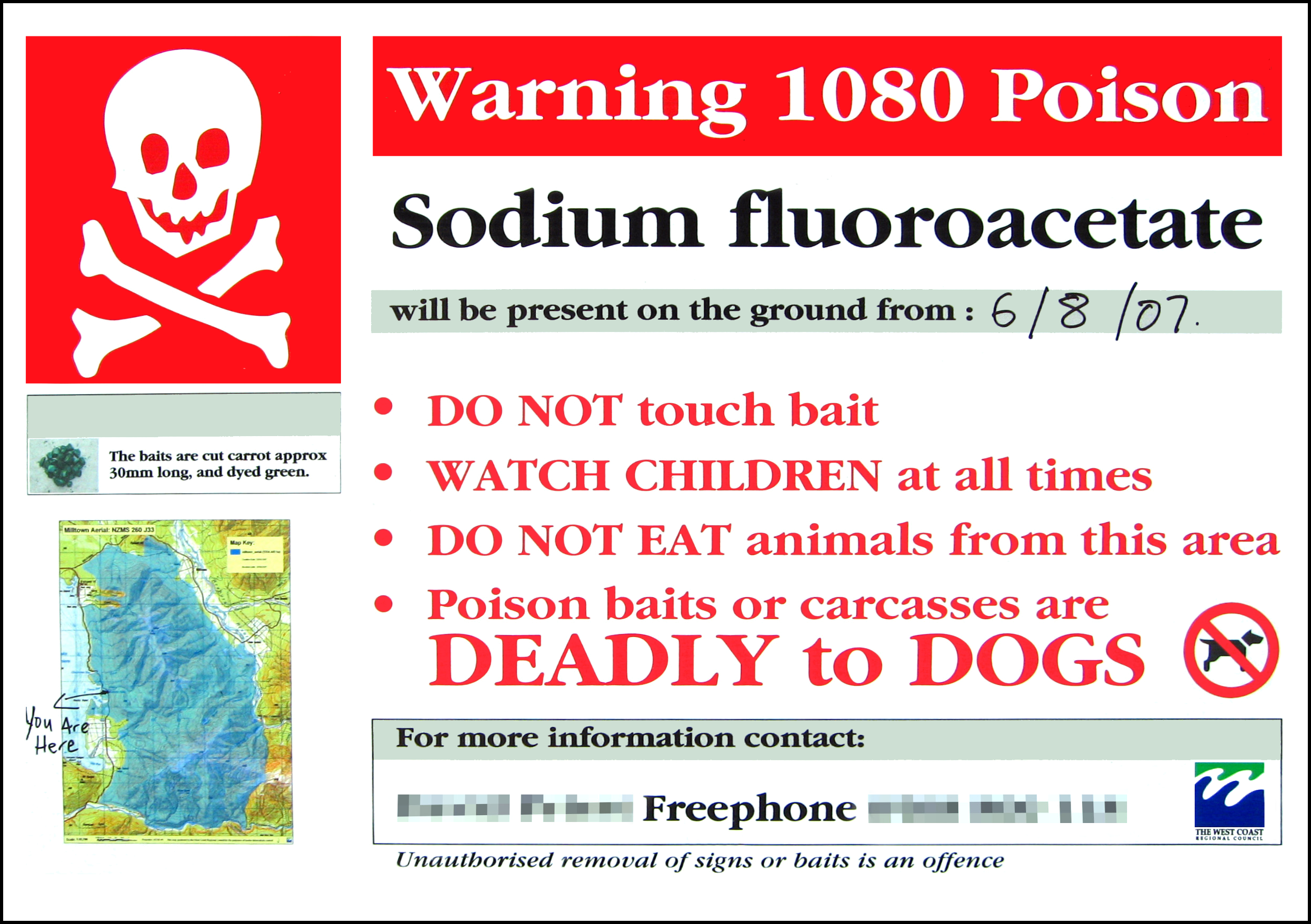
Natriumfluoracetat används fortfarande för skadedjursbekämpning i Australien och Nya Zeeland.

Natriumfluoracetat (SFA) är ett mycket giftigt salt av natrium och fluorättiksyra med formeln NaCFH2CO2. 

## Historia
Natriumfluoracetat framställdes första gången 1896 och började användas som bekämpningsmedel mot gnagare i USA under 1940-talet. Idag är det förbjudet i de flesta länder, men är fortfarande tillåtet i USA, Australien, Nya Zeeland, Mexiko och Israel.

## Framställning
Natriumfluoracetat framställs genom en substitutionsreaktion där natriumkloracetat (NaCClH2CO2) substituteras av natriumfluorid (NaF).
{\displaystyle {\rm {NaCClH_{2}CO_{2}+NaF\rightarrow NaCFH_{2}CO_{2}+NaCl}}}

## Användning
Natriumfluoracetat används under namnet Compound 1080 som gift mot råttor och pungräv, men även mot prärievarg. I det senare fallet används halsband preparerade med gift för att skydda får och andra tamboskap.
I Australien och Nya Zeeland används det framför allt inom skyddade områden som naturskyddsområden och nationalparker, men även en del privat mark för att eliminera införda arter som rävar och kaniner. Mot rävar, vildkatter och vildhundar används det som torkade köttbitar som preparerats natriumfluoracetat som läggs ut fritt i markerna. Råttor, kaniner och smårovdjur som vesslor bekämpas med betat foder, som läggs i särskilda lådor för att förhindra andra djur eller barn att komma åt innehållet. På Nya Zeeland används även flygbesprutning i avlägsna trakter. Vid användning av natriumfluoracetat för skadedjursbekämpning skyltas med varningsskyltar, oftast med texten "1080 Poison". I friluftslitteratur som guider, handböcker och liknande finns ofta särskilda varningstexter införda. Särskilt i Nya Zeeland finns en opinion mot giftanvändningen och i det landet är också användningen mest omfattande eftersom man inte har några inhemska däggdjur utöver två fladdermusarter att ta hänsyn till.
Giftet verkar långsamt och det kan dröja upp till sju timmar innan djuret dör. Natriumfluoracetat bryts ner mycket långsamt.

## Naturlig förekomst
Natriumfluoracetat förekommer som ett naturligt försvar mot herbivorer i minst ett fyrtiotal växtarter i Brasilien, Afrika och Australien, bland andra den sydafrikanska växten giftblad och autstraliensiska giftärtor.